# Liste der Monuments historiques in Guipavas
Die Liste der Monuments historiques in Guipavas führt die Monuments historiques in der französischen Gemeinde Guipavas auf.

## Liste der Bauwerke
| Bezeichnung                | Beschreibung | Standort                | Kennzeichnung | Schutzstatus | Datum | Bild           |
| -------------------------- | ------------ | ----------------------- | ------------- | ------------ | ----- | -------------- |
| Kapelle Notre-Dame du Rhun |              | Place Saint-Eloi (Lage) | PA00089999    | Classé       | 1914  | weitere Bilder |
| Kirche St-Pierre-St-Paul   |              | Rue de Brest (Lage)     | PA00090000    | Inscrit      | 2018  | weitere Bilder |

## Liste der Objekte
- Monuments historiques (Objekte) in Guipavas in der Base Palissy des französischen Kultusministeriums